# Караклаич, Никола
Ни́кола Каракла́ич (серб. Никола Караклајић; 24 февраля 1926, Белград — 16 декабря 2008, Белград) — сербский, ранее югославский, шахматист; международный мастер (1955). Тренер. Журналист. 

## Шахматная карьера
Чемпион Югославии (1955). В составе команды Югославии участник Олимпиады 1956 (4-я доска, 6 очков из 9), 1-го командного чемпионата Европы (1957), матчей СССР — Югославия. Лучшие результаты в международных соревнованиях: Крыница-Здруй (1956) — 2-4-е; Сан-Бенедетто-дель-Тронто (1953 и 1958) — 3-е и 1-е; Богнор-Риджис (1958, 1959, 1960, 1962, 1963 и 1966) — 1-3-е, 3-е (дважды), 1-е (трижды); Смедеревска-Паланка (1971) — 2-е; Афины (1977) — 3-е; Белград (1977) — 1-2-е; Венеция (1981) — 1-е; Дубай (1984) — 1-е, Биль (1987, так называемый турнир сеньоров) — 1-е; Бела-Црква (1987) — 2-5-е места (236 участников).

## Изменения рейтинга
| Графики недоступны из-за технических проблем. См. информацию на Фабрикаторе и на mediawiki.org. |